# Hyperolius orkarkarri
Hyperolius orkarkarri és una espècie de granota de la família dels hiperòlids que viu a Tanzània.